# 木卫十三
木卫十三又稱為「勒達」（Leda），是环绕木星运行的一颗卫星。

## 概述
木卫十三是一顆逆行的不規則衛星，在1974年9月11日被查爾斯·科瓦爾發現，由希臘神話中的勒達（宙斯的情人）命名。

木卫十三跟另外四顆的衛星是希瑪利亞群的一員，它們離木星距離從1100萬公里道1300萬公里不等，與黃道交角在27.5°左右。木卫十三因為受到太陽的攝動，因此的軌道非常的不穩定。